# Orobanche orientalis
Orobanche orientalis là loài thực vật có hoa thuộc họ Cỏ chổi. Loài này được Beck mô tả khoa học đầu tiên.